# Лајмстоун (Њујорк)
Лајмстоун (енгл. Limestone) град је у америчкој савезној држави Њујорк.

## Демографија
По попису из 2010. године број становника је 389, што је 22 (-5,4%) становника мање него 2000. године.
| Група             | 2000.       | 2010.       |
| Белци             | 397 (96,6%) | 382 (98,2%) |
| Афроамериканци    | 1 (0,2%)    | 0 (0,0%)    |
| Азијати           | 0 (0,0%)    | 1 (0,3%)    |
| Хиспаноамериканци | 3 (0,7%)    | 0 (0,0%)    |
| Укупно            | 411         | 389         |